# (5492) Thoma
(5492) Thoma es un asteroide perteneciente al cinturón de asteroides descubierto el 26 de marzo de 1971 por Cornelis Johannes van Houten en conjunto a su esposa también astrónoma Ingrid van Houten-Groeneveld y el astrónomo Tom Gehrels desde el Observatorio del Monte Palomar, Estados Unidos.

## Designación y nombre
Designado provisionalmente como 3227 T-1. Fue nombrado Thoma en honor a Hans Thoma, pintor alemán de escenas que representan a personas en armonía con la naturaleza. También pintó retratos. Después de una visita a París acabó bajo la influencia de Courbet. Trabajó en Munich, Frankfurt y Karlsruhe, donde fue director de la academia de arte y del museo de arte.

## Características orbitales
Thoma está situado a una distancia media del Sol de 2,783 ua, pudiendo alejarse hasta 3,161 ua y acercarse hasta 2,405 ua. Su excentricidad es 0,135 y la inclinación orbital 17,59 grados. Emplea 1696,26 días en completar una órbita alrededor del Sol.

## Características físicas
La magnitud absoluta de Thoma es 12,3. Tiene 13,398 km de diámetro y su albedo se estima en 0,222. Está asignado al tipo espectral L según la clasificación SMASSII.